# جنگ فرانسه و تاهیتی
جنگ فرانسه و تاهیتی (به فرانسوی: Guerre franco-tahitienne) درگیری بین پادشاهی فرانسه و پادشاهی تاهیتی و متحدانش در سالهای ۱۸۴۴ الی ۱۸۴۷، در مجمع‌الجزایر انجمن در جنوب اقیانوس آرام، این مجمع الجزایر در منطقه ای واقع شده است که امروزه پلی نزی فرانسه نامیده می‌شود.

## پیش‌درآمد
مجمع الجزایر انجمن به جزایر بادپناه در شمال غربی و جزایر بادگیر یا جزایر جورج در جنوب شرقی تقسیم می‌شوند. جزایر بادگیر شامل جزایرتاهیتی، موئورئا، مِه هِه تی ئا، تِتی آروآ و مایئائو است. از نظر سیاسی، پادشاهی تاهیتی شامل همه جزایر بادگیر به جز مایئائو بوده و همچنین بر مجمع الجزایر دورتر توآموتو و تعدادی از جزایر آسترل حاکمیتی اسمی داشت. جزایر بادپناه متشکل از سه دولت پادشاهی بود: پادشاهی هواهین و مایئائو که وابسته به آن بود (جزیره مذکور از نظر جغرافیایی بخشی از جزایر بادگیر است). پادشاهی رایاتئا-تاهاآ و پادشاهی بورا بورا و قلمروهای وابسته به آن مائوپیتی، توپای، ماوپیهائا، مُوتو اُونه و مانوآئه.
تاهیتی در اوایل قرن نوزدهم توسط انجمن مبلغان لندن (ال.ام. اس) به مسیحیت پروتستان گروید. دودمان پوماره، حامیان میسیونرهای پروتستان بریتانیایی، حکومت خود را با نام پادشاهی تاهیتی بر جزایر تاهیتی و موئورئا پایه‌گذاری نمودند. بومیان تاهیتی یا مائوهی‌ها  که قبل از تماس با اروپای‌ها به واحدها و مناطق قبیله‌ای با تعاریف و حدود اولیه تقسیم شده بودند، با مفاهیم غربی پادشاهی و دولت ملی بیگانه بودند. اولین پادشاه مسیحی تاهیتی، پوماره دوم بود، وی ریاست هاو پاهو راهی 
(به تاهیتیایی: hau pahu rahi) ("حکومت طبل بزرگ") یا هاو فه تیئی 
(به تاهیتیایی: hau feti'i) ("حکومت خانوادگی") را بر عهده داشت، که اتحادی سنتی از خانواده‌های اشرافی عمدتاً مرتبط با یکدیگر در جزایر انجمن بود. مسیحیت پس از تغییر دین او به سایر جزایر اطراف گسترش یافت. سایر جزایر انجمن به‌طور اسمی خراجگذار وی بودند، در واقع نوعی از یک اتحاد سست بنیاد بین این جزایر وجود داشت. این امر بعداً توسط اروپایی‌ها به عنوان حاکمیت یا سیطره تاهیتی بر جزایر دیگر به اشتباه تعبیر شد.

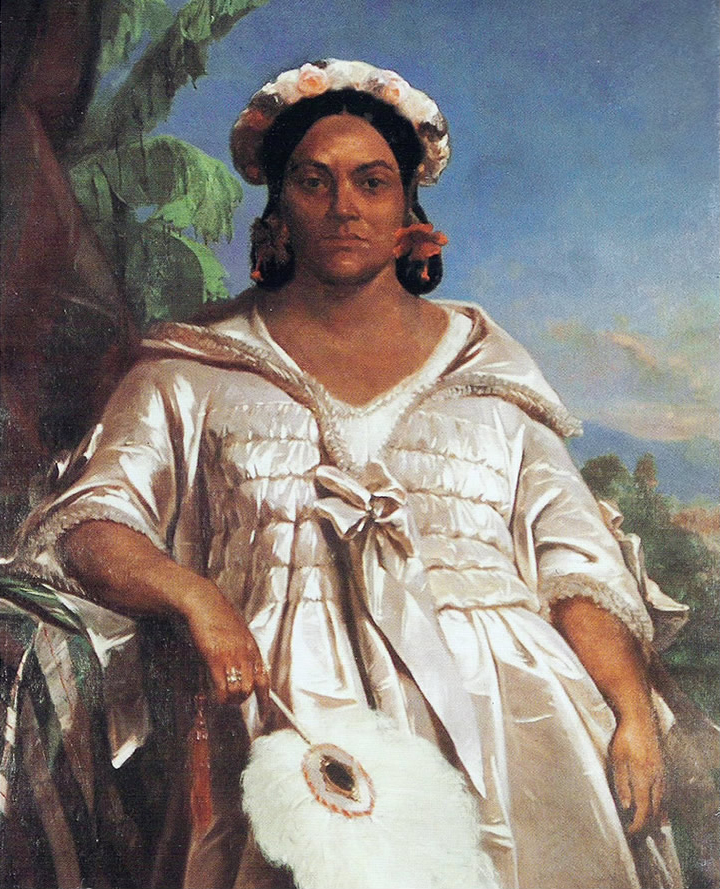
ملکه پوماره چهارم اثر شارل ژیرو موزه کوای برانلی – ژاک شیراک

در دهه ۱۸۳۰، تنش و تضاد منافع بین نیروی دریایی فرانسه، مستعمره نشینان بریتانیایی و حکمرانان بومی طرفدار بریتانیا در تاهیتی به درگیری منجر شد. در سال ۱۸۳۶، ملکه تاهیتی پوماره چهارم که دارای مذهب پروتستان بود، تحت تأثیر کنسول بریتانیا و مبلغ سابق انجمن لندن (ال.ام. اس)، جورج پریچارد، دستور به اخراج دو مبلغ کاتولیک فرانسوی را از جزایر صادر نمود تا تسلط مذهب پروتستان را در حیطه پادشاهی حفظ نماید. ژاک آنتوان مورِن هوت (به فرانسوی: Jacques-Antoine Moerenhout)، کنسول فرانسه در تاهیتی، که اخراج این مبلغان را توهین به حیثیت دولت فرانسه و مذهب کاتولیک می‌دانست، شکواییه رسمی را از این حرکت ملکه تاهیتی را به دولت فرانسه ارسال نمود. در سال ۱۸۳۸، فرمانده نیروی دریایی فرانسه، آبل اوبر دو پتی توار(به فرانسوی: Abel Aubert du Petit-Thouars)، به شکایات مورِن هوت پاسخ داد. وی دولت تاهیتی را مجبور نمود تا علاوه بر پرداخت غرامت و امضای معاهده دوستی با فرانسه احترام به حقوق اتباع فرانسوی از جمله مبلغان کاتولیک در جزایر، را تضمین نماید. چهار سال بعد، با ادعای نقض این پیمان توسط اهالی تاهیتی، دوپتی توار بازگشته و دولت تاهیتی و ملکه را مجبور به امضای درخواستی نمود که تحت الحمایه دولت فرانسه قرار گیرد و سپس این درخواست را برای تصویب به اروپا فرستاد.

## جنگ
پریچارد در زمان رخ داد وقایعی که دوپتی توار بوجود آورده بود، در تاهیتی نبوده و یرای یک مأموریت دیپلماتیک به بریتانیا رفته بود، و وقتی که به تاهیتی بازگشت جزایر را تحت کنترل دولت فرانسه یافت. به تشویق پریچارد، ملکه پوماره مقاومتی نافرجام بر علیه فرانسوی‌ها آغاز نمود، به ملکه ویکتوریا نوشت و از بریتانیا درخواست مداخله را نمود، و همچنین با لویی فیلیپ یکم پادشاه فرانسه مکاتبه نمود.

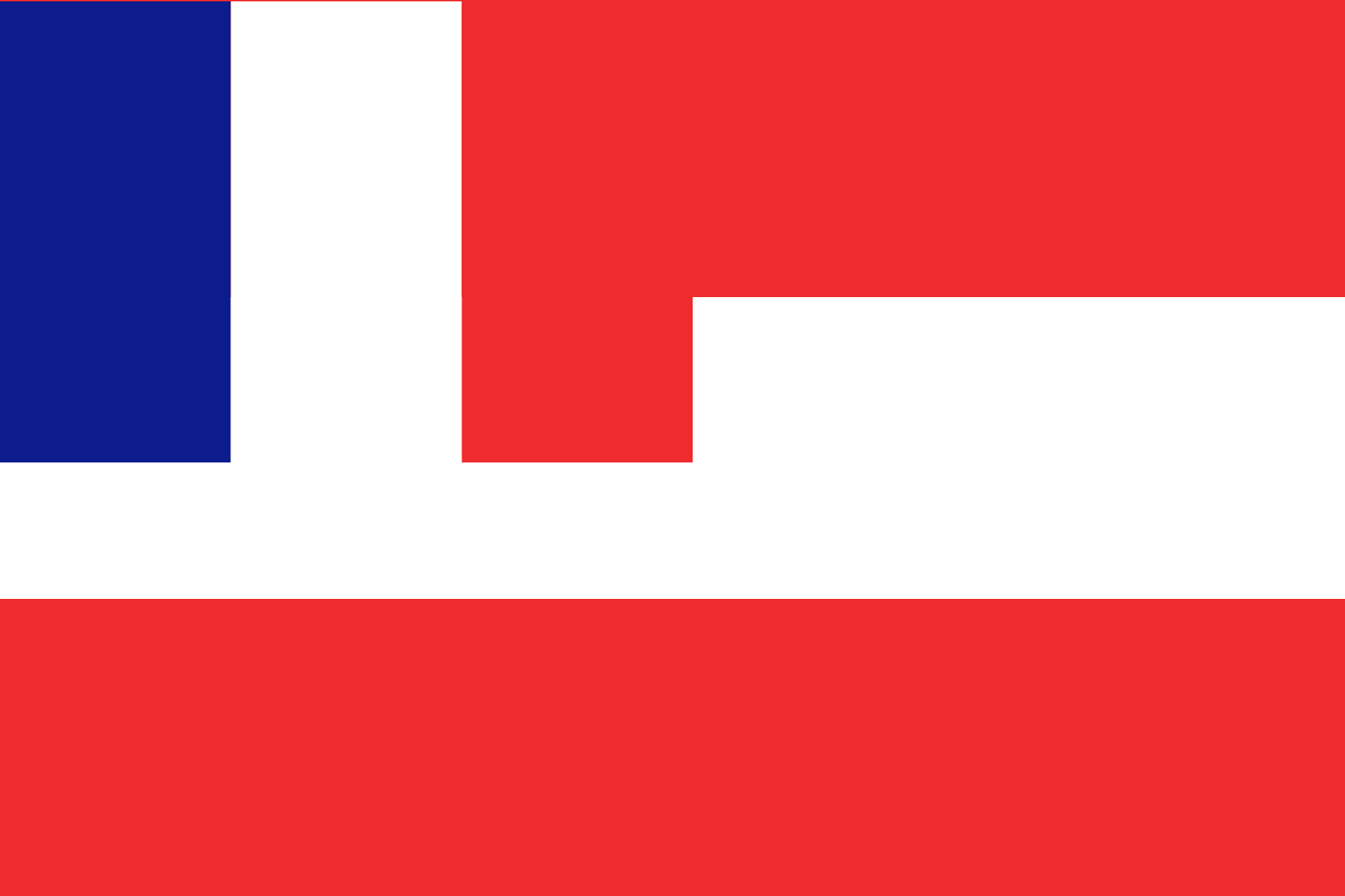
پرچم دولت تحت حمایت پلی نزی فرانسه

ملکه از برافراشتن پرچم کشور تحت الحمایه که پرچم سه رنگ فرانسه را در کانتون (گوشه سمت چپ بالایی پرچم) داشت، خودداری نموده و به برافراشتن پرچم تاهیتی در محل اقامت خود ادامه داد. در نوامبر ۱۸۴۳، دوپتی توار ملکه تاهیتی را به دلیل مقاومتش در برابر فرانسویان از حکومت برکنار نمود و به‌طور رسمی جزایر را ضمیمه مستعمرات فرانسه اعلام نموده و آرماند ژوزف برووا را به عنوان فرماندار مستعمره منصوب کرد. ملکه پوماره چهارم و خانواده اش به کنسولگری بریتانیا پناه برده و بعداً تاهیتی را با کشتی بریتانیایی، اچ ام اس بازیلیکس به مقصد جزیره همسایه رایاتئا ترک نمود. پریچارد توسط فرانسوی‌ها زندانی و تبعید شد، اقدامی که تقریباً جرقه درگیری با بریتانیایی‌ها را برانگیخت، زیرا فرانسوی‌ها رسماً به خاطر دستگیری کنسول بریتانیا عذرخواهی ننمودند.از این وافعه با نام رویداد پریچارد نام برده شده است.

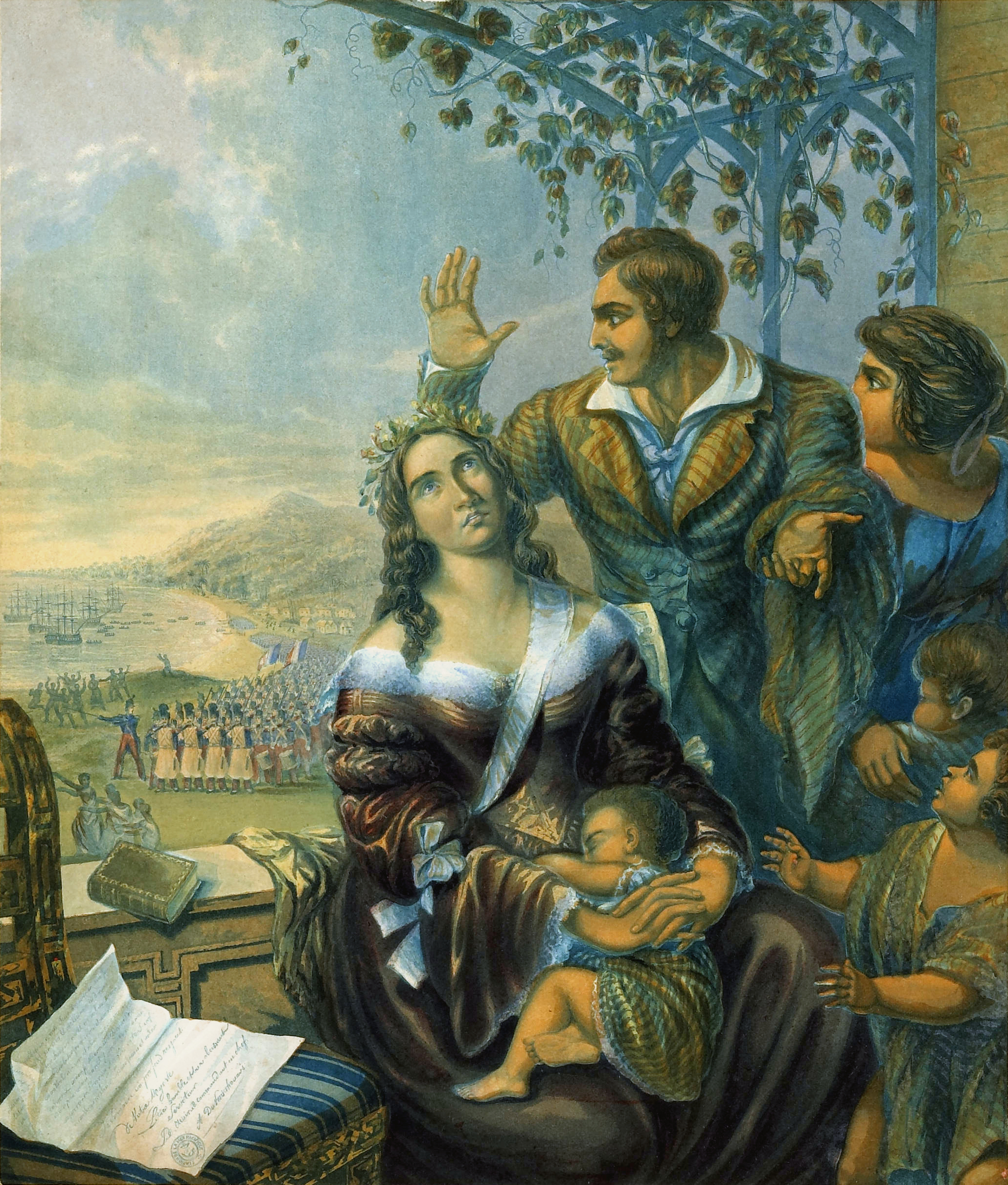
پوماره, ملکه مسیحی آزار دیده در حالی که توسط خاتواده اش احاطه شده است، در لحظه ای که نیروهای فرانسوی در حال ورود به ساحل تاهیتی بودند, اثری از هنرمند عضو انجمن مبلغان لندن جورج باکستر در سال ۱۸۴۵.

در غیاب ملکه، مردم تاهیتی در ۱۳ مارس ۱۸۴۴ مقاومت مسلحانه ای را در برابر اشغالگران فرانسوی آغاز نمودند. نیروهای وفادار به ملکه در ابتدا توسط رئیسی به نام فاناوئه رهبری می‌شدند، اما بعداً اوتامی (که ابتدا حامی فرانسویان بود ولی بعداً مخالف آنها شد) جایگزین او شد، او و نیروهای تحت امر وی از جمله معاون وی مایئو با همراهی دیگر سران وفادار در برابر فرانسویان، و تنی چند از سران تاهیتیایی وفادار به فرانسه از جمله، پاراایتا، تاتی و هیتوتی، به مبارزه برخواستند. در نبرد ماهائنا، در ۱۷ آوریل ۱۸۴۴، نیرویی متشکل از ۴۴۱ سرباز فرانسوی، نیروهای بومیان با تعداد نفرات دو برابر ولی با تسلیحات کمتر را، شکست دادند. در طی این نبرد تلفات فرانسویان مجموعاً پانزده سرباز بود، در حالی که ۱۰۲ نیروی تاهیتیایی، کشته شدند. پس از شکست نیروهای بومی در ماهائنا، دو طرف وارد درگیری‌های چریکی در دره‌های ارتفاعات تاهیتی شدند.
در جبهه دوم، نیروی‌های فرانسوی در تلاش بودند تا سه پادشاهی مجاور در جزایر بادپناه را فتح نموده و به متصرفات خود ضمیمه نمایند. این پادشاهی‌ها عبارت بودند از رایاتئا به پادشاهی تاماتوآ چهارم (جایی که ملکه پوماره به آن پناه برده بود)، هوآهین تحت حکومت ملکه تریی تاریا دوم و بورا بورا که پادشاه تاپوآ دوم بر آن فرمانروایی می‌نمود. این جزایر به‌طور سنتی به خاندان پوماره وفاداری داشتند، امری که فرانسوی‌ها آن را به عنوان سرسپردگی واقعی به قدرت آن خاندان تفسیر نمودند. محاصره دریایی رایاتئا توسط کاپیتان فرانسوی لوئیس آدولف بونارد(به فرانسوی: Louis Adolphe Bonard) زمانی برداشته شد که جنگجویان هوآهینی تحت فرمان ملکه تریی تاریا نیروهای فرانسوی را در نبرد مائه‌وآ قتل‌عام نمودند که در آن هجده تفنگدار دریایی فرانسوی کشته و چهل و سه نفر زخمی شدند.
بریتانیای کبیر در این جنگ رسماً بی‌طرف مانده و هرگز مداخله نظامی ننمود. با این حال، حضور بیش از دوازده کشتی جنگی نیروی دریایی سلطنتی در آب‌های جزایر انجمن، همواره باعث نگرانی فرانسوی‌ها بود. بسیاری از افسران بریتانیایی با جنبش تاهیتی‌ها همدل بوده یا آشکارا با دولت فرانسه خصومت داشتند یا دارای احساساتی به شدت دوگانه به فرانسویان بودند. ناخدا اندرو اسنیپ هاموند(به انگلیسی: Andrew Snape Hamond)، از کشتی اچ‌ام‌اس سالامندر نوشت که اگر بریتانیایی‌ها فعالانه جلوی فرانسوی‌ها را می‌گرفتند، «انگلیس ممکن بود از رنج دیدن آنکه بره خانگی که او پرورش داده و پروار نموده، توسط فرانسوی‌های ناپای بند به اصول اخلاقی ربوده شده، در امان بماند».در سال ۱۸۴۶، دریاسالار جورج سیمور، فرمانده کل بریتانیایی ناوگان اقیانوس آرام، از رایاتئا دیدار نمود و «همه مصوبات فرانسه را در آنجا بی‌ارزش و باطل اعلام نمود» و یک ملاقات خصوصی با ملکه پوماره داشت.
از سال ۱۸۴۶ تا ۱۸۴۷، هنری بیام مارتین (به انگلیسی: Henry Byam Martin)افسر نیروی دریایی سلطنتی و فرمانده کشتی اچ‌ام‌اس گراموس، برای جاسوسی از جنگ به جزایر انجمن اعزام شد. او متهم به تحقیق در مورد ادعاهای ملکه پوماره در مورد سایر جزایر شد. گزارش‌های او از ماه‌های پایانی درگیری در دفتر وقایع روزانه پولینزی نوشته کاپیتان هنری بیام مارتین، به ثبت رسیده است.

## شکست مقاومت تاهیتیایی‌ها
درگیری چریکی با شکست تاهیتیایی‌ها در نبرد پوناروو در ماه مه ۱۸۴۶ و تسخیر قلعه فائوتائوآ در ۱۷ دسامبر ۱۸۴۶ به پایان رسید.
در فوریه ۱۸۴۷، ملکه پوماره چهارم از تبعید خود بازگشت و پذیرفت تا تحت الحمایه فرانسه حکومت نماید. اگرچه فرانسه پیروز شد، اما به دلیل فشار دیپلماتیک بریتانیای کبیر قادر به الحاق کامل جزایر به متصرفات خود نشد، بنابراین تاهیتی و جزیره وابسته به آن موئورئا همچنان تحت الحمایه فرانسه اداره می‌شدند.
شروط توافقات جنگ، معروف به کنوانسیون ژارناک یا کنوانسیون انگلیسی-فرانسوی ۱۸۴۷، توسط فرانسه و بریتانیا امضا شد که در آن دو قدرت توافق نمودند که به استقلال متحدان ملکه پوماره در هوآهین، رایاتئا و بورا بورا احترام بگذارند.فرانسوی‌ها تا سال‌های ۱۸۸۰ حکمرانی بر تاهیتی را در ظاهر یک دولت تحت الحمایه ادامه داد. در آن زمان فرانسه رسما تاهیتی و جزایر بادپناه را ضمیمه متصرفات خود نمود (از طریق جنگ جزایر بادپناه که در سال ۱۸۹۷ پایان یافت) و پس از آن پلی‌نزی فرانسه را تشکیل داد.

### استنادات
1. ↑  Perkins 1854, pp. 439–446.
2. ↑  Gonschor 2008, pp. 32–51.
3. 1 2  Matsuda 2005, pp. 91–112.
4. ↑  Gonschor 2008, pp. 32–39, 42–51.
5. ↑  Oliver 1974, p. 6.
6. ↑  Newbury & Darling 1967, pp. 477–514.
7. 1 2 3 4  Garrett 1982, pp. 253–256.
8. ↑  Buck 1953, pp. 85–86.
9. 1 2 3  Gonschor 2008, pp. 35–39.
10. 1 2  O'Brien 2006, pp. 108–129.
11. ↑  Newbury 1973, pp. 8–9.
12. ↑  Newbury 1980, pp. 105–118.
13. 1 2  Ward & Gooch 1991, pp. 182–185.
14. ↑  Craig 2010, pp. 165–166.
15. ↑  Fisher 2013, pp. 19–21.
16. ↑  Newbury 1956, pp. 80–96.
17. ↑  Newbury 1973, pp. 7, 12–14.
18. ↑  Newbury 1980, pp. 87–125.
19. 1 2  Layton 2015, p. 177.
20. 1 2 3 4  Kirk 2012, pp. 151–154.
21. ↑  Matsuda 2005, pp. 94–100.
22. ↑  Matsuda 2005, p. 97.
23. ↑  Newbury 1956, pp. 84–86.
24. ↑  Newbury 1956, pp. 87, 89.
25. ↑  Dodd 1983, pp. 120–131.
26. ↑  Martin 1981, pp. 7–11.
27. ↑  "La guerre franco-tahitienne (1844–1846)". Histoire de l'Assemblée de la Polynésie française. Archived from the original on December 14, 2016. Retrieved January 1, 2017.
28. ↑  Gonschor 2008, pp. 45–46, 77–83, 280.
29. ↑  Olson & Shadle 1991, p. 329.
30. ↑  Garrett 1992, pp. 241–245.
31. ↑  Gonschor 2008, pp. 32–64.
32. ↑  Kirk 2012, pp. 149–160.

- Buck, Peter Henry (1953). "J. A. Moerenhout". Explorers of the Pacific: European and American discoveries in Polynesia. Honolulu: Bernice Pauahi Bishop Museum. pp. 85–86.
- Craig, Robert D. (2010). Historical Dictionary of Polynesia. Lanham: Scarecrow Press. ISBN 978-1-4616-5938-9. OCLC 817559562.
- Dodd, Edward (1983). The Rape of Tahiti. New York: Dodd, Mead & Company. ISBN 978-0-396-08114-2. OCLC 8954158.
- Fisher, Denise (2013). "The French Pacific presence to World War II". France in the South Pacific: Power and Politics. Canberra: ANU E Press. pp. 13–46. ISBN 978-1-922144-95-9. JSTOR j.ctt31ngqm.8. OCLC 1076779234.
- Garrett, John (1992). Footsteps in the Sea: Christianity in Oceania to World War II. Geneva: World Council of Churches; Suva: Institute of Pacific Studies, University of the South Pacific. ISBN 978-982-02-0068-5. OCLC 26334630.
- Garrett, John (1982). To Live Among the Stars: Christian Origins in Oceania. Suva, Fiji: Institute of Pacific Studies, University of the South Pacific. ISBN 978-2-8254-0692-2. OCLC 17485209.
- Gonschor, Lorenz Rudolf (August 2008). Law as a Tool of Oppression and Liberation: Institutional Histories and Perspectives on Political Independence in Hawaiʻi, Tahiti Nui/French Polynesia and Rapa Nui (PDF) (MA thesis). Honolulu: University of Hawaii at Manoa. hdl:10125/20375. OCLC 798846333. Archived from the original (PDF) on 2020-01-02. Retrieved 2019-12-29.
- Kirk, Robert W. (2012). Paradise Past: The Transformation of the South Pacific, 1520–1920. Jefferson, NC: McFarland & Company, Inc. , Publishers. ISBN 978-0-7864-9298-5. OCLC 1021200953.
- Layton, Monique (2015). The New Arcadia: Tahiti's Cursed Myth. Victoria, BC: FriesenPress. ISBN 978-1-4602-6860-5. OCLC 930600657.
- Martin, Henry Byam (1981). The Polynesian Journal of Captain Henry Byam Martin, R. N. (PDF). Canberra: Australian National University Press. hdl:1885/114833. ISBN 978-0-7081-1609-8. OCLC 8329030.
- Matsuda, Matt K. (2005). "Society Islands: Tahitian Archives". Empire of Love: Histories of France and the Pacific. New York: Oxford University Press. pp. 91–112. ISBN 978-0-19-534747-0. OCLC 191036857.
- Newbury, Colin W. (1956). The Administration of French Oceania, 1842–1906 (PDF) (PhD thesis). Canberra: A Thesis submitted for the degree of Doctor of Philosophy in the Australian National University. hdl:1885/9609. OCLC 490766020.
- Newbury, Colin W. (March 1973). "Resistance and Collaboration in French Polynesia: the Tahitian War: 1844–7". The Journal of the Polynesian Society. Wellington: The Polynesian Society. 82 (1): 5–27. JSTOR 20704899. OCLC 5544738080. Archived from the original on 2019-01-27. Retrieved 2019-11-30.
- Newbury, Colin W. (1980). Tahiti Nui: Change and Survival in French Polynesia, 1767–1945 (PDF). Honolulu: University Press of Hawaii. hdl:10125/62908. ISBN 978-0-8248-8032-3. OCLC 1053883377. Archived from the original (PDF) on 2019-11-10. Retrieved 2019-11-30.
- Newbury, Colin W.; Darling, Adam J. (December 1967). "Te Hau Pahu Rahi: Pomare II and the Concept of Interisland Government in Eastern Polynesia". The Journal of the Polynesian Society. Wellington: The Polynesian Society. 76 (4): 477–514. JSTOR 20704508. OCLC 6015244633.
- O'Brien, Patricia (April 2006). "'Think of Me as a Woman': Queen Pomare of Tahiti and Anglo-French Imperial Contest in the 1840s Pacific". Gender & History. Oxford: Blackwell. 18 (1): 108–129. doi:10.1111/j.1468-0424.2006.00417.x. OCLC 663096915. S2CID 143494777.
- Oliver, Douglas L. (1974). Ancient Tahitian Society. Honolulu: University of Hawaii Press. doi:10.2307/j.ctvp2n5ds. hdl:1885/114907. ISBN 978-0-8248-8453-6. OCLC 1126284798. S2CID 165869849.
- Olson, James Stuart; Shadle, Robert (1991). Historical Dictionary of European Imperialism. New York: Greenwood Publishing Group. ISBN 978-0-313-26257-9. OCLC 21950673.
- Perkins, Edward T. (1854). Na Motu, or, Reef-Rovings in the South Seas: a Narrative of Adventures at the Hawaiian, Georgian and Society Islands. New York: Pudney & Russell. OCLC 947055236.
- Ward, Adolphus William; Gooch, George Peabody (1991). The Cambridge History of British Foreign Policy. Vol. 2. Cambridge, England: Cambridge University Press. OCLC 1327327.